# Pia Sundstedt
Pia Sundstedt   (Kokkola, 2 de maig de 1975) és una ciclista finlandesa que combina la carretera amb el ciclisme de muntanya. Ha aconseguit nombrosos campionats nacionals, tant en ruta com en contrarellotge.

## Palmarès en carretera
- 1996
  -  Campiona de Finlàndia en ruta
- 1997
  -  Campiona de Finlàndia en ruta
  -  Campiona de Finlàndia en contrarellotge
  - 1a al Giro del Trentino i vencedora d'una etapa
- 1998
  - Vencedora d'una etapa al Giro d'Itàlia
  - Vencedora d'una etapa al Giro de Toscana-Memorial Michela Fanini
- 1999
  - 1a al Giro del Friül
  - Vencedora d'una etapa al Giro d'Itàlia
- 2000
  -  Campiona de Finlàndia en ruta
  - 1a a la Copa del món ciclista femenina de Mont-real
  - 1a al Giro del Trentino i vencedora d'una etapa
  - 1a a la Final d'Embrach
  - Vencedora d'una etapa al Giro d'Itàlia
- 2001
  -  Campiona de Finlàndia en ruta
- 2005
  -  Campiona de Finlàndia en ruta
- 2011
  -  Campiona de Finlàndia en ruta
  -  Campiona de Finlàndia en contrarellotge

## Palmarès en ciclisme de muntanya
- 2005
  -  Campiona d'Europa en Marató
- 2006
  -  Campiona de Finlàndia en marató
  - 1a a la Copa del món en Marató
- 2007
  - 1a a la Copa del món en Marató
- 2008
  - 1a a la Copa del món en Marató
- 2011
  -  Campiona d'Europa en Marató
- 2012
  -  Campiona d'Europa en Marató